# Pierre Lalumière
Pierre Gustave Lalumière (ur. 7 września 1930 w Caudéran, obecnie część Bordeaux, zm. 21 stycznia 1996 w Paryżu) – francuski polityk i prawnik, od 1981 do 1984 poseł do Parlamentu Europejskiego I kadencji.

## Życiorys
Urodził się w ubogiej rodzinie związanej z Partią Radykalną. Wychowywał się bez ojca (właściciela małego sklepu), który zginął na froncie. Ukończył prawo na Uniwersytecie w Bordeaux i kształcił się w zakresie podatków w École nationale des impôts, następnie rozpoczął pracę jako inspektor podatkowy. W 1956 obronił doktorat, a dwa lata później uzyskał agrégation. Został wykładowcą prawa publicznego, finansowego i podatkowego na macierzystym wydziale, a od 1969 nauczał na Uniwersytecie Paryskim i w École nationale d'administration. Autor publikacji naukowych.
Od 1962 działał we Francuskiej Sekcji Międzynarodówki Robotniczej, następnie w Partii Socjalistycznej. Od 1977 do 1983 był merem Le Bouscat, do 1985 był radnym tej miejscowości. Kierował też strukturami PS w zespole miejskim Bordeaux. W 1981 pracował w sztabie kandydata na prezydenta François Mitterranda, następnie przez kilka miesięcy był międzyministerialnym delegatem ds. decentralizacji. W listopadzie 1981 został posłem do Parlamentu Europejskiego w miejsce Gillesa Martinet, przystąpił do frakcji socjalistycznej.

## Życie prywatne
Od 1960 był mężem polityk i prawnik Catherine Lalumière. Od 1985 wycofał się z polityki ze względu na postępującą chorobę Alzheimera. Zmarł w wieku 65 lat po długiej chorobie.